# Bill Condon
William "Bill" Condon (sinh ngày 22 tháng 10 năm 1955) là một nhà biên kịch và đạo diễn người Mỹ. Ông đã viết và đạo diễn những bộ phim nổi tiếng Gods and Monsters (1998), Kinsey (2004), và Dreamgirls (2006), đã viết kịch bản cho Chicago (2002) và chỉ đạo hai phần cuối của loạt phim Twilight (2011, 2012), và Người đẹp và quái vật (phim 2017). Condon đã đoạt giải Oscar cho vai diễn của Gods and Monsters. Ông cũng được đề cử cho kịch bản cho Chicago. Tác phẩm của ông trong truyền hình bao gồm đạo diễn các tập phim thí điểm cho một số bộ phim.

## Tiểu sử
Condon sinh ra tại thành phố New York vào ngày 22 tháng 10 năm 1955, con trai của một thám tử cảnh sát, và lớn lên trong một gia đình Công giáo Ireland. Anh theo học trường Trung học Regis và Đại học Columbia College of Columbia, tốt nghiệp năm 1976 với bằng cấp về triết học.